# Article 30 de la Constitution de la Cinquième République française
Article 29 Article 31

## Texte
« Hors les cas dans lesquels le Parlement se réunit de plein droit, les sessions extraordinaires sont ouvertes et closes par décret du Président de la République. »
— Article 30 de la Constitution du 4 octobre 1958

## La pratique
La pratique constitutionnelle a fait de cette prérogative un pouvoir discrétionnaire du Président de la République, même si le décret est contresigné par le Premier ministre. De ce fait, il se réserve le droit de refuser ce qui, en pratique, intervient très rarement. En 1960, le général de Gaulle indique qu'il est dans les pouvoirs du président de refuser la tenue d'une session extraordinaire et applique cette interprétation en n'accédant pas à la demande de la majorité des députés. De même, en 1988, François Mitterrand qui avait été approché par son Premier ministre Jacques Chirac sur la possibilité de réunir une session extraordinaire publia un communiqué dans lequel il précisa que cette convocation « relevait de la seule compétence et de la seule appréciation du président ». De même, en 1993, s'il accepta de convoquer une session extraordinaire à la demande de son Premier ministre Édouard Balladur, il refusa d'y inscrire à l'ordre du jour la révision de la loi Falloux sur la liberté de l'enseignement. Selon la jurisprudence du Conseil constitutionnel, le président peut, en outre, modifier l'ordre du jour de la session extraordinaire qu'il a précédemment arrêté.  

## Sources
- Pierre Avril, Jean Gicquel et Jean-Éric Gicquel, Droit parlementaire, Issy-les-Moulineaux, LGDJ, Lextenso éditions, coll. « Domat / Droit public », 2014, 398 p. (ISBN 978-2-275-04151-3, BNF 44222558)